# Verklista för Franz Krommer
Verklista för Franz Krommer.

## Verkförteckning för Franz Krommer
efter Karel Padrtas verkförteckning.

### Symfonier
- P I:1 - Symfoni nr 1 i F-dur, opus 12
- P I:2 - Symfoni nr 2 i D-dur, opus 40 (1803)
- P I:3 - Symfoni nr 3 i D-dur, opus 62
- P I:4 - Symfoni nr 4 i c-moll, opus 102 (1819–20)
- P I:5 - Symfoni nr 5 i Ess-dur, opus 105 (1821)
- P I:6 - Symfoni nr 6 i D-dur (1823)
- P I:7 - Symfoni nr 7 i g-moll (1824)
- P I:8 - Symfoni nr 8 (förlorad)
- P I:9 - Symfoni nr 9 i C-dur (1830)

#### Verk med tvivelaktig äkthet
- P I:C1 - Sinfonia Pastorallis i C-dur
- P I:D1 - Symfoni i D-dur
- P I:D2 - Sinfonia Pastorallis i D-dur (förlorad)

### Sinfonia concertante
- P II:1 - Concertino opus 18 för flöjt, oboe & violin i C-dur
- P II:2 - Concertino opus 38 för flöjt, oboe & violin i F-dur
- P II:3 - Concertino opus 39 för flöjt, oboe & violin i G-dur
- P II:4 - Concertino opus 65 för flöjt & oboe i C-dur
- P II:5 - Concertino opus 70 för flöjt, klarinett & violin i Ess-dur
- P II:6 - Concertino opus 80 för flöjt, klarinett & violin i D-dur

### Konserter
- P III: 1 - Violinkonsert opus 20 i A-dur
- P III: 2 - Flöjtkonsert opus 30 i G-dur
- P III: 3 - Konsert för 2 klarinetter opus 35 i Ess-dur
- P III: 4 - Klarinettkonsert opus 36 i Ess-dur
- P III: 5 - Oboekonsert opus 37 i F-dur
- P III: 6 - Violinkonsert opus 41 i B♭-dur
- P III: 7 - Violinkonsert opus 42 i E-dur
- P III: 8 - Violinkonsert opus 43 i F-dur
- P III: 9 - Violinkonsert opus 44 i D-dur
- P III:10 - Flöjtkonsert opus 44 i D-dur
- P III:11 - Oboekonsert opus 52 i F-dur
- P III:12 - Klarinettkonsert opus 52 i Ess-dur
- P III:13 - Violinkonsert opus 61 i d-moll
- P III:14 - Violinkonsert opus 64 i D-dur
- P III:15 - Violinkonsert opus 81 i e-moll
- P III:16 - Flöjtkonsert opus 86 i e-moll
- P III:17 - Klarinettkonsert opus 86 i e-moll
- P III:18 - Konsert för två klarinetter opus 91 i Ess-dur

#### Verk med tvivelaktig äkthet
- P III:C1 - Violinkonsert i C-dur
- P III:d1 - Flöjtkonsert i d-moll
- P III:Es1 - Concertino för klarinett i Ess-dur
- P III:F1 - Violinkonsert i F-dur
- P III:F2 - Violinkonsert i F-dur
- P III:G1 - Violinkonsert i G-dur

### Verk för blåsare
- P IV: 1 - Partita opus 45 nr 1 i B♭-dur
- P IV: 2 - Partita opus 45 nr 2 i Ess-dur
- P IV: 3 - Partita opus 45 nr 3 i B♭-dur
- P IV: 4 - Partita opus 57 i F-dur
- P IV: 5 - Partita opus 67 i B♭-dur
- P IV: 6 - Partita opus 69 i Ess-dur
- P IV: 7 - Partita opus 71 i Ess-dur
- P IV: 8 - Partita opus 73 i F-dur
- P IV: 9 - Partita opus 76 i C-dur
- P IV:10 - Partita opus 77 i F-dur
- P IV:11 - Partita opus 78 i B♭-dur
- P IV:12 - Partita opus 79 i Ess-dur
- P IV:13 - Partita opus 83 i F-dur
- P IV:14 - Partita i c-moll
- P IV:15 - Partita i Ess-dur "La Chasse" (version av stråkkvintetten P VI:30)
- P IV:16 - Serenad nr 7 i Ess-dur (version av stråkkvintetten P VI:34)
- P IV:17 - Serenad nr 3 i Ess-dur (version av stråkkvintetten P VI:32)
- P IV:18 - Partita i Ess-dur (finns även i version för oboekvintett P VII:15)
- P IV:19 - Partita i Ess-dur
- P IV:20 - Serenad nr 1 i Ess-dur (version av stråkkvintetten P VI:33)
- P IV:21 - Partita nr 2 i Ess-dur
- P IV:22 - Partita i Ess-dur
- P IV:23 - Partita i Ess-dur
- P IV:24 - Partita i Ess-dur
- P IV:25 - Serenad nr 5 i Ess-dur
- P IV:26 - Serenad nr 6 i Ess-dur
- P IV:27 - Partita i Ess-dur
- P IV:28 - Variationer för blåssextett i Ess-dur
- P IV:29 - Symfoni i F-dur (version för blåsare av P I:1)
- P IV:30 - Partita i B♭-dur
- P IV:31 - Partita i B♭-dur
- P IV:32 - Partita i B♭-dur
- P IV:33 - Serenad nr 4 i B♭-dur (finns även i version för oboekvintett P VII:16)
- P IV:34 - Partita nr 1 i B♭-dur
- P IV:35 - Partita nr 2 i B♭-dur
- P IV:36 - Partita nr 3 i B♭-dur
- P IV:37 - Partita nr 4 i B♭-dur
- P IV:38 - Partita nr 6 i B♭-dur
- P IV:39 - Partita nr 8 i B♭-dur
- P IV:40 - Partita nr 7 i B♭-dur
- P IV:41 - Partita i B♭-dur
- P IV:42 - Partita i B♭-dur
- P IV:43 - Partita i B♭-dur
- P IV:44 - Serenad nr 8 i B♭-dur

#### Verk med tvivelaktig äkthet
- P IV:Es1 - Partita i Ess-dur (även tillskriven Schönsner)
- P IV:Es2 - Sestetto pastorale i Ess-dur
- P IV:Es3 - Serenad II i Ess-dur
- P IV:Es4 - Serenad III i Ess-dur
- P IV:Es5 - Serenad IV i Ess-dur
- P IV:Es6 - Partita i Ess-dur (förfalskning)
- P IV:F1 - Partita i F-dur

### Marscher och danser för orkester
- P V: 1 - 6 marscher opus 31 i F-dur, Ess-dur, C-dur, Ess-dur, F-dur, Ess-dur (även i version för piano 4 händer, P XVIII:1)
- P V: 2 - 3 marscher opus 60 i F-dur, Ess-dur, Ess-dur
- P V: 3 - Marsch opus 82 (förlorad)
- P V: 4 - 2 marscher opus 97 (förlorade)
- P V: 5 - 2 marscher opus 98 i F-dur och G-dur
- P V: 6 - 2 marscher opus 99 (förlorade)
- P V: 7 - Marsch opus 100 i F-dur
- P V: 8 - 6 marscher i C-dur, C-dur, F-dur, F-dur, F-dur, F-dur
- P V: 9 - Marsch "Gott erhalte Franz der Kaiser" i Ess-dur (arrangemang av ett verk av Haydn)
- P V:10 - 6 marscher i Ess-dur, Ess-dur, F-dur, C-dur, Ess-dur, B♭-dur

#### Verk med tvivelaktig äkthet
- P V:C1 - 12 marscher för blåsare
- P V:B1 - 11 valser och ländler för blåsare

### Stråkkvintetter
- P VI: 1 - Stråkkvintett opus 8 nr 1 i B♭-dur
- P VI: 2 - Stråkkvintett opus 8 nr 2 i Ess-dur
- P VI: 3 - Stråkkvintett opus 8 nr 3 i G-dur (även i version för flöjtkvintett, P VII:14)
- P VI: 4 - Stråkkvintett opus 11 nr 1 i F-dur
- P VI: 5 - Stråkkvintett opus 11 nr 2 i c-moll
- P VI: 6 - Stråkkvintett opus 11 nr 3 i D-dur
- P VI: 7 - Stråkkvintett opus 18 i C-dur (version av sinfonia concertante, P II:1)
- P VI: 8 - Stråkkvintett opus 25 nr 1 i C-dur (även i version för flöjtkvintett, P VII:1)
- P VI: 9 - Stråkkvintett opus 25 nr 2 i F-dur
- P VI:10 - Stråkkvintett opus 25 nr 3 i Ess-dur
- P VI:11 - Stråkkvintett opus 25 nr 4 i A-dur
- P VI:12 - Stråkkvintett opus 25 nr 5 i f-moll
- P VI:13 - Stråkkvintett opus 25 nr 6 i B♭-dur (även i version för flöjtkvintett, P VII:5)
- P VI:14 - Stråkkvintett opus 62 i D-dur (version av symfonin P I:3)
- P VI:15 - Stråkkvintett opus 70 i Ess-dur (version av sinfonia concertante, P II:5)
- P VI:16 - Stråkkvintett opus 80 i D-dur (version av sinfonia concertante, P II:6)
- P VI:17 - Stråkkvintett opus 88 nr 1 i Ess-dur
- P VI:18 - Stråkkvintett opus 88 nr 2 i d-moll
- P VI:19 - Stråkkvintett opus 88 nr 3 i C-dur
- P VI:20 - Stråkkvintett opus 100 nr 1 i B♭-dur
- P VI:21 - Stråkkvintett opus 100 nr 2 i d-moll
- P VI:22 - Stråkkvintett opus 100 nr 3 i G-dur
- P VI:23 - Stråkkvintett opus 102 i c-moll (version av symfonin P I:4)
- P VI:24 - Stråkkvintett opus 106 nr 1 i F-dur
- P VI:25 - Stråkkvintett opus 106 nr 2 i Ess-dur
- P VI:26 - Stråkkvintett opus 106 nr 3 i C-dur
- P VI:27 - Stråkkvintett opus 107 nr 1 i C-dur
- P VI:28 - Stråkkvintett opus 107 nr 2 i A-dur
- P VI:29 - Stråkkvintett opus 107 nr 3 i Ess-dur
- P VI:30 - Stråkkvintett i D-dur "La Chasse" (version av partita P IV:15)
- P VI:31 - Stråkkvintett i Ess-dur
- P VI:32 - Stråkkvintett i Ess-dur (version av partita P IV:17)
- P VI:33 - Stråkkvintett i Ess-dur (version av partita P IV:20)
- P VI:34 - Stråkkvintett i G-dur (version av partita P IV:16)
- P VI:35 - Stråkkvintett i B♭-dur (version av partita P IV:42)

### Kvintetter med blåsinstrument
- P VII: 1 - Flöjtkvintett opus 25 i C-dur (version av stråkkvintetten P VI:8)
- P VII: 2 - Flöjtkvintett opus 49 i D-dur
- P VII: 3 - Flöjtkvintett opus 55 i e-moll
- P VII: 4 - Flöjtkvintett opus 58 i C-dur (även i versioner för oboekvintett, P VII:12) och klarinettkvintett, P VII:8)
- P VII: 5 - Flöjtkvintett opus 63 i C-dur (version av stråkkvintetten P VI:13)
- P VII: 6 - Flöjtkvintett opus 66 i Ess-dur (även i version för oboekvintett, P VII:13)
- P VII: 7 - Flöjtkvintett opus 92 i d-moll
- P VII: 8 - Klarinettkvintett opus 95 i B♭-dur (version av flöjtkvintett, P VII:4)
- P VII: 9 - Flöjtkvintett opus 101 i G-dur
- P VII:10 - Flöjtkvintett opus 104 i Ess-dur
- P VII:11 - Flöjtkvintett opus 109 i G-dur
- P VII:12 - Oboekvintett i C-dur (version av flöjtkvintett, P VII:4)
- P VII:13 - Oboekvintett i Ess-dur (version av flöjtkvintett, P VII:6)
- P VII:14 - Flöjtkvintett i G-dur (version av stråkkvintett, P VI:3)
- P VII:15 - Oboekvintett i B♭-dur (arrangemang av Joseph Rosinack från partita, P IV:18))
- P VII:16 - Oboekvintett i B♭-dur (arrangemang av Joseph Rosinack från partita, P IV:33))
- P VII:17 - Alla polacca för flöjtkvintett i F-dur (version av sats 4 ur sinfonia concertante, P II:5)

### Stråkkvartetter
- P VIII: 1 - Stråkkvartett opus 1 nr 1 i B♭-dur
- P VIII: 2 - Stråkkvartett opus 1 nr 2 i G-dur
- P VIII: 3 - Stråkkvartett opus 1 nr 3 i Ess-dur
- P VIII: 4 - Stråkkvartett opus 3 nr 1 i C-dur (även i version för flöjtkvartett, P IX:7)
- P VIII: 5 - Stråkkvartett opus 3 nr 2 i A-dur
- P VIII: 6 - Stråkkvartett opus 3 nr 3 i D-dur
- P VIII: 7 - Stråkkvartett opus 4 nr 1 i G-dur
- P VIII: 8 - Stråkkvartett opus 4 nr 2 i Ess-dur
- P VIII: 9 - Stråkkvartett opus 4 nr 3 i B♭-dur
- P VIII:10 - Stråkkvartett opus 5 nr 1 i Ess-dur (även i version för klarinettkvartett, P IX:5)
- P VIII:11 - Stråkkvartett opus 5 nr 2 i F-dur
- P VIII:12 - Stråkkvartett opus 5 nr 3 i B♭-dur
- P VIII:13 - Stråkkvartett opus 7 nr 1 i C-dur (även i version för två pianon, P XVIII:20)
- P VIII:14 - Stråkkvartett opus 7 nr 2 i e-moll (även i version för två pianon, P XVIII:21)
- P VIII:15 - Stråkkvartett opus 7 nr 3 i A-dur (även i version för två pianon, P XVIII:22)
- P VIII:16 - Stråkkvartett opus 10 nr 1 i F-dur
- P VIII:17 - Stråkkvartett opus 10 nr 2 i B♭-dur
- P VIII:18 - Stråkkvartett opus 10 nr 3 i G-dur
- P VIII:19 - Stråkkvartett opus 16 nr 1 i Ess-dur
- P VIII:20 - Stråkkvartett opus 16 nr 2 i F-dur
- P VIII:21 - Stråkkvartett opus 16 nr 3 i C-dur
- P VIII:22 - Stråkkvartett opus 18 nr 1 i D-dur
- P VIII:23 - Stråkkvartett opus 18 nr 2 i A-dur
- P VIII:24 - Stråkkvartett opus 18 nr 3 i Ess-dur
- P VIII:25 - Stråkkvartett opus 19 nr 1 i C-dur
- P VIII:26 - Stråkkvartett opus 19 nr 2 i F-dur
- P VIII:27 - Stråkkvartett opus 19 nr 3 i B♭-dur
- P VIII:28 - Stråkkvartett opus 21 i Ess-dur
- P VIII:29 - Stråkkvartett opus 23 i G-dur (även i version för flöjtkvartett, P IX:6)
- P VIII:30 - Stråkkvartett opus 24 nr 1 i D-dur (även i version för flöjtkvartett, P IX:17)
- P VIII:31 - Stråkkvartett opus 24 nr 2 i Ess-dur
- P VIII:32 - Stråkkvartett opus 24 nr 3 i g-moll
- P VIII:33 - Stråkkvartett opus 26 nr 1 i C-dur (även i version som sinfonia concertante, P II:4)
- P VIII:34 - Stråkkvartett opus 26 nr 2 i F-dur
- P VIII:35 - Stråkkvartett opus 26 nr 3 i A-dur
- P VIII:36 - Stråkkvartett opus 34 nr 1 i G-dur
- P VIII:37 - Stråkkvartett opus 34 nr 2 i d-moll
- P VIII:38 - Stråkkvartett opus 34 nr 3 i B♭-dur
- P VIII:39 - Stråkkvartett opus 48 nr 1 i Ess-dur
- P VIII:40 - Stråkkvartett opus 48 nr 2 i C-dur
- P VIII:41 - Stråkkvartett opus 48 nr 3 i D-dur
- P VIII:42 - Stråkkvartett opus 50 nr 1 i F-dur
- P VIII:43 - Stråkkvartett opus 50 nr 2 i B♭-dur
- P VIII:44 - Stråkkvartett opus 50 nr 3 i A-dur
- P VIII:45 - Stråkkvartett opus 53 nr 1 i Ess-dur
- P VIII:46 - Stråkkvartett opus 53 nr 2 i A-dur
- P VIII:47 - Stråkkvartett opus 53 nr 3 i C-dur (även i version för flöjtkvartett, P IX:15)
- P VIII:48 - Stråkkvartett opus 54 nr 1 i F-dur
- P VIII:49 - Stråkkvartett opus 54 nr 2 i D-dur
- P VIII:50 - Stråkkvartett opus 54 nr 3 i B♭-dur
- P VIII:51 - Stråkkvartett opus 56 nr 1 i B♭-dur (även i version för flöjtkvartett, P IX:18)
- P VIII:52 - Stråkkvartett opus 56 nr 2 i D-dur (även i version för flöjtkvartett, P IX:19)
- P VIII:53 - Stråkkvartett opus 56 nr 3 i G-dur (även i version för flöjtkvartett, P IX:16)
- P VIII:54 - Stråkkvartett opus 68 nr 1 i f-moll
- P VIII:55 - Stråkkvartett opus 68 nr 2 i C-dur
- P VIII:56 - Stråkkvartett opus 68 nr 3 i A-dur
- P VIII:57 - Stråkkvartett opus 72 nr 1 i C-dur
- P VIII:58 - Stråkkvartett opus 72 nr 2 i E-dur
- P VIII:59 - Stråkkvartett opus 72 nr 3 i Ass-dur
- P VIII:60 - Stråkkvartett opus 74 nr 1 i B♭-dur
- P VIII:61 - Stråkkvartett opus 74 nr 2 i G-dur
- P VIII:62 - Stråkkvartett opus 74 nr 3 i d-moll
- P VIII:63 - Stråkkvartett opus 85 nr 1 i F-dur (även i version för flöjtkvartett, P IX:14)
- P VIII:64 - Stråkkvartett opus 85 nr 2 i B♭-dur
- P VIII:65 - Stråkkvartett opus 85 nr 3 i D-dur
- P VIII:66 - 3 ungerska danser opus 89 i f-moll, B♭-dur, Ess-dur
- P VIII:67 - Stråkkvartett opus 90 nr 1 i Ess-dur
- P VIII:68 - Stråkkvartett opus 90 nr 2 i C-dur
- P VIII:69 - Stråkkvartett opus 90 nr 3 i B♭-dur
- P VIII:70 - Stråkkvartett opus 92 nr 1 i D-dur
- P VIII:71 - Stråkkvartett opus 92 nr 2 i B♭-dur
- P VIII:72 - Stråkkvartett opus 92 nr 3 i G-dur
- P VIII:73 - Stråkkvartett opus 103 nr 1 i e-moll
- P VIII:74 - Stråkkvartett opus 103 nr 2 i C-dur
- P VIII:75 - Stråkkvartett opus 103 nr 3 i a-moll
- P VIII:76 - 12 valser för stråkkvartett
- P VIII:77 - Allegretto för stråkkvartett i A-dur
- P VIII:78 - Stråkkvartett i C-dur

#### Verk med tvivelaktig äkthet
- P VIII:F1 - Stråkkvartett i F-dur

### Kvartetter med blåsare
- P IX: 1 - Flöjtkvartett opus 13 i D-dur
- P IX: 2 - Flöjtkvartett opus 17 i F-dur
- P IX: 3 - Klarinettkvartett opus 21 nr 2 i Ess-dur
- P IX: 4 - Klarinettkvartett opus 21 nr 1 i B flat-dur
- P IX: 5 - Klarinettkvartett opus 69 i Ess-dur (version av stråkkvartett, P VIII:10)
- P IX: 6 - Flöjtkvartett opus 23 i G-dur (version av stråkkvartett, P VIII:29)
- P IX: 7 - Flöjtkvartett opus 30 i C-dur (version av stråkkvartett, P VIII:4)
- P IX: 8 - Fagottkvartett opus 46 nr 1 i B♭-dur (även i version för klarinettkvartett, P IX:12)
- P IX: 9 - Fagottkvartett opus 46 nr 2 i Ess-dur (även i version för klarinettkvartett, P IX:12)
- P IX:10 - Variationer för flöjtkvartett on "O, du lieber Augustin" opus 59 i D-dur
- P IX:11 - Flöjtkvartett opus 75 i D-dur
- P IX:12 - Klarinettkvartett opus 82 i D-dur (version av fagottkvartett, P IX:9)
- P IX:13 - Klarinettkvartett opus 83 i B♭-dur (version av fagottkvartett, P IX:8)
- P IX:14 - Flöjtkvartett opus 89 i F-dur (version av stråkkvartett, P VIII:63)
- P IX:15 - Flöjtkvartett opus 90 i C-dur (version av stråkkvartett, P VIII:47)
- P IX:16 - Flöjtkvartett opus 92 i G-dur (version av stråkkvartett, P VIII:53)
- P IX:17 - Flöjtkvartett opus 93 i D-dur (version av stråkkvartett, P VIII:30)
- P IX:18 - Flöjtkvartett opus 94 i C-dur (version av stråkkvartett, P VIII:51)
- P IX:19 - Flöjtkvartett opus 97 i D-dur (version av stråkkvartett, P VIII:52)
- P IX:20 - Flöjtkvartett i C-dur
- P IX:21 - Oboekvartett i C-dur
- P IX:22 - Oboekvartett i F-dur

#### Verk med tvivelaktig äkthet
- P IX:D1 - Variationer för flöjtkvartett i D-dur
- P IX:e1 - Flöjtkvartett i e-moll

### Pianokvartetter
- P X:1 - Pianokvartett opus 95 i Ess-dur

### Stråktrior
- P XI:1 - Stråktrio opus 96 i F-dur

#### Verk med tvivelaktig äkthet
- P XI:D1 - Variationer för stråktrio i D-dur

### Trior med blåsare
- P XII:1 - 13 stycken för 2 klarinetter och viola opus 47 (även i version för 2 flöjter, P XV:19-24)
- P XII:2 - Trio för 2 oboer och engelskt horn i F-dur
- P XII:3 - Variationer över ett tema av Pleyel för 2 oboer och engelskt horn i F-dur

### Pianotrior
- P XIII:1 - Pianotrio opus 32 i F-dur
- P XIII:2 - Pianotrio opus 84 i Ess-dur
- P XIII:3 - Pianotrio opus 87 i F-dur

### Duor för violiner
- P XIV: 1 - Duo för violiner opus 2 nr 1 i Ess-dur (även i version för flöjter, P XV:1)
- P XIV: 2 - Duo för violiner opus 2 nr 2 i C-dur (även i version för flöjter, P XV:2)
- P XIV: 3 - Duo för violiner opus 2 nr 3 i F-dur (även i version för flöjter, P XV:3)
- P XIV: 4 - Duo för violiner opus 6 nr 1 i Ess-dur (även i version för flöjter, P XV:4)
- P XIV: 5 - Duo för violiner opus 6 nr 2 i G-dur (även i version för flöjter, P XV:5)
- P XIV: 6 - Duo för violiner opus 6 nr 3 i B♭-dur (även i version för flöjter, P XV:6)
- P XIV: 7 - Duo för violiner opus 22 nr 1 i A-dur (även i version för flöjter, P XV:7)
- P XIV: 8 - Duo för violiner opus 22 nr 2 i C-dur (även i version för flöjter, P XV:8)
- P XIV: 9 - Duo för violiner opus 22 nr 3 i f-moll (även i version för flöjter, P XV:9)
- P XIV:10 - Duo för violiner opus 33 nr 1 i B♭-dur (även i version för flöjter, P XV:10)
- P XIV:11 - Duo för violiner opus 33 nr 2 i E-dur (även i version för flöjter, P XV:11)
- P XIV:12 - Duo för violiner opus 33 nr 3 i Ass-dur (även i version för flöjter, P XV:12)
- P XIV:13 - Duo för violiner opus 51 nr 1 i D-dur (även i version för flöjter, P XV:13)
- P XIV:14 - Duo för violiner opus 51 nr 2 i F-dur (även i version för flöjter, P XV:14)
- P XIV:15 - Duo för violiner opus 51 nr 3 i Ess-dur (även i version för flöjter, P XV:15)
- P XIV:16 - Duo för violiner opus 54 nr 1 i A-dur (även i version för flöjter, P XV:16)
- P XIV:17 - Duo för violiner opus 54 nr 2 i F-dur (även i version för flöjter, P XV:17)
- P XIV:18 - Duo för violiner opus 54 nr 3 i Ess-dur (även i version för flöjter, P XV:18)
- P XIV:19 - Duo för violiner opus 94 nr 1 i g-moll
- P XIV:20 - Duo för violiner opus 94 nr 2 i C-dur
- P XIV:21 - Duo för violiner opus 94 nr 3 i A-dur
- P XIV:22 - Duo för violiner op110 nr 1 i a-moll
- P XIV:23 - Duo för violiner op110 nr 2 i E-dur
- P XIV:24 - Duo för violiner op110 nr 3 i C-dur

#### Verk med tvivelaktig äkthet
- P XIV:C1 - Duo för violiner i C-dur
- P XIV:D1 - Duo för violiner i D-dur)
- P XIV:D2 - Duo för violiner i D-dur
- P XIV:E1 - Duo för violiner i E-dur
- P XIV:F1 - Duo för violiner i F-dur
- P XIV:F2 - Duo för violiner i F-dur
- P XIV:G1 - Duo för violiner i G-dur
- P XIV:A1 - Duo för violiner i A-dur
- P XIV:B1 - Duo för violiner i B♭-dur
- P XIV:B2 - Duo för violiner i B♭-dur

### Duor för flöjter
- P XV: 1 - Duo för flöjter opus 2 nr 1 i G-dur (version av duo för violiner, P XIV:1)
- P XV: 2 - Duo för flöjter opus 2 nr 2 i D-dur (version av duo för violiner, P XIV:2)
- P XV: 3 - Duo för flöjter opus 2 nr 3 i C-dur (version av duo för violiner, P XIV:3)
- P XV: 4 - Duo för flöjter opus 6 nr 1 i D-dur (version av duo för violiner, P XIV:4)
- P XV: 5 - Duo för flöjter opus 6 nr 2 i C-dur (version av duo för violiner, P XIV:5)
- P XV: 6 - Duo för flöjter opus 6 nr 3 i G-dur (version av duo för violiner, P XIV:6)
- P XV: 7 - Duo för flöjter opus 22 nr 1 i A-dur (version av duo för violiner, P XIV:7)
- P XV: 8 - Duo för flöjter opus 22 nr 2 i D-dur (version av duo för violiner, P XIV:8)
- P XV: 9 - Duo för flöjter opus 22 nr 3 i g-moll (version av duo för violiner, P XIV:9)
- P XV:10 - Duo för flöjter opus 33 nr 1 i D-dur (version av duo för violiner, P XIV:10, förlorad)
- P XV:11 - Duo för flöjter opus 33 nr 2 i F-dur (version av duo för violiner, P XIV:11, förlorad)
- P XV:12 - Duo för flöjter opus 33 nr 3 i B♭-dur (version av duo för violiner, P XIV:12, förlorad)
- P XV:13 - Duo för flöjter opus 51 nr 1 i D-dur (version av duo för violiner, P XIV:13)
- P XV:14 - Duo för flöjter opus 51 nr 2 i F-dur (version av duo för violiner, P XIV:14)
- P XV:15 - Duo för flöjter opus 51 nr 3 i C-dur (version av duo för violiner, P XIV:15)
- P XV:16 - Duo för flöjter opus 54 nr 1 i G-dur (version av duo för violiner, P XIV:16)
- P XV:17 - Duo för flöjter opus 54 nr 2 i D-dur (version av duo för violiner, P XIV:17)
- P XV:18 - Duo för flöjter opus 54 nr 3 i G-dur (version av duo för violiner, P XIV:18)
- P XV:19 - Duettino för flöjter bok I nr 1 i C-dur (versioner av andra verk av Krommer)
- P XV:20 - Duettino för flöjter bok I nr 2 i D-dur (versioner av andra verk av Krommer)
- P XV:21 - Duettino för flöjter bok I nr 3 i C-dur (versioner av andra verk av Krommer)
- P XV:22 - Duettino för flöjter bok I nr 4 i C-dur (versioner av andra verk av Krommer)
- P XV:23 - Duettino för flöjter bok I nr 5 i D-dur (versioner av andra verk av Krommer)
- P XV:24 - Duettino för flöjter bok I nr 6 i G-dur (versioner av andra verk av Krommer)
- P XV:25 - Duettino för flöjter bok II nr 1 i G-dur (versioner av andra verk av Krommer)
- P XV:26 - Duettino för flöjter bok II nr 2 i A-dur (versioner av andra verk av Krommer)
- P XV:27 - Duettino för flöjter bok II nr 3 i C-dur (versioner av andra verk av Krommer)
- P XV:28 - Duettino för flöjter bok II nr 4 i G-dur (versioner av andra verk av Krommer)
- P XV:29 - Duettino för flöjter bok II nr 5 i G-dur (versioner av andra verk av Krommer)
- P XV:30 - Duettino för flöjter bok II nr 6 i A-dur (versioner av andra verk av Krommer)

### Duor för stråkar
- P XVI:1 - Variationer för violin & bas opus 9 i Ess-dur
- P XVI:2 - Variationer för violin & bas opus 14 i B♭-dur
- P XVI:3 - Sonat för violin och bas opus 15 i C-dur
- P XVI:4 - Sonat för violin och viola opus 27 i D-dur
- P XVI:5 - Sonat för violin och viola opus 29 i A-dur
- P XVI:6 - Variationer för violin opus 41 (förlorade)
- P XVI:7 - Sonat för violin & viola opus 45 (förlorad)

#### Verk med tvivelaktig äkthet
- P XVI:C1 - Variationer för violin i C-dur
- P XVI:B1 - Variationer för violin och bas i B♭-dur

### Violinsonater
- P XVII: 1 - Violinsonat bok I nr 1 i G-dur (versioner av andra verk av Krommer)
- P XVII: 2 - Violinsonat bok I nr 2 i B♭-dur (versioner av andra verk av Krommer)
- P XVII: 3 - Violinsonat bok I nr 3 i C-dur (versioner av andra verk av Krommer)
- P XVII: 4 - Violinsonat bok I nr 4 i d-moll (versioner av andra verk av Krommer)
- P XVII: 5 - Violinsonat bok I nr 5 i Ess-dur (versioner av andra verk av Krommer)
- P XVII: 6 - Violinsonat bok I nr 6 i Ass-dur (versioner av andra verk av Krommer)
- P XVII: 7 - Violinsonat bok II nr 1 i g-moll (versioner av andra verk av Krommer)
- P XVII: 8 - Violinsonat bok II nr 2 i C-dur (versioner av andra verk av Krommer)
- P XVII: 9 - Violinsonat bok II nr 3 i D-dur (versioner av andra verk av Krommer)
- P XVII:10 - Violinsonat bok II nr 4 i Ess-dur (versioner av andra verk av Krommer)
- P XVII:11 - Violinsonat bok II nr 5 i Ess-dur (versioner av andra verk av Krommer)
- P XVII:12 - Violinsonat bok II nr 6 i B♭-dur (versioner av andra verk av Krommer)
- P XVII:13 - Violinsonat bok III nr 1 i F-dur (versioner av andra verk av Krommer)
- P XVII:14 - Violinsonat bok III nr 2 i A-dur (versioner av andra verk av Krommer)
- P XVII:15 - Violinsonat bok III nr 3 i C-dur (versioner av andra verk av Krommer)
- P XVII:16 - Violinsonat bok III nr 4 i B♭-dur (versioner av andra verk av Krommer)
- P XVII:17 - Violinsonat bok III nr 5 i G-dur (versioner av andra verk av Krommer)
- P XVII:18 - Violinsonat bok III nr 6 i D-dur (versioner av andra verk av Krommer)
- P XVII:19 - Polonaise favorite för piano & violin i F-dur (version av sats 4 ur stråkkvartetten P VIII:63, förlorad)

### Pianoverk
- P XVIII: 1 - 7 marscher för piano opus 31 (version av marscher, P V:1)
- P XVIII: 2 - 6 valser för piano opus 94
- P XVIII: 3 - Bürgermarsch för piano (förlorad)
- P XVIII: 4 - 6 marscher för piano (version av marscher P V:8, förlorade)
- P XVIII: 5 - Sonat för piano 4 händer i C-dur (version av sinfonia concertante, P II:1)
- P XVIII: 6 - Sonat för piano 4 händer i G-dur (version av sinfonia concertante, P II:3)
- P XVIII: 7 - Sonat för piano 4 händer i D-dur (version av sinfonia concertante, P II:6)
- P XVIII: 8 - 2 marscher "der Niederösterreichischen Landeswehr" för piano (förlorade)
- P XVIII: 9 - Polonaise favorite de Varsovie för piano i G-dur (version av sats 4 ur partita, P IV:8)
- P XVIII:10 - Polonaise favorite för piano i F-dur (version av sats 4 ur stråkkvartett, P VIII:48)
- P XVIII:11 - Symfoni opus 40 för piano 4 händer i D-dur (version av P I:2)
- P XVIII:12 - Sorgmarsch för piano i b♭-moll
- P XVIII:13 - Menuett för piano i C-dur (version av sats 3 ur stråkkvintett, P VI:8)
- P XVIII:14 - Menuett för piano i F-dur (version av sats 3 ur symfoni, P I.1)
- P XVIII:15 - Rondo för piano i Ess-dur (version av sats 3 ur stråkkvintett, P VIII:8)
- P XVIII:16 - Menuett för piano i D-dur (version av sats 2 ur symfoni, P I:2)
- P XVIII:17 - Ungersk dans för piano i f-moll (version av P VIII:66 nr 1)
- P XVIII:18 - Andante för piano 4 händer i C-dur  (version av sats 2 ur stråkkvintett, P VI:4)
- P XVIII:19 - 12 tyska danser för piano
- P XVIII:20 - Stråkkvartett i C-dur (version för 2 pianon av stråkkvartett, P VIII:13)
- P XVIII:21 - Stråkkvartett i E-moll (version för 2 pianon av stråkkvartett, P VIII:14)
- P XVIII:22 - Stråkkvartett i A-dur (version för 2 pianon av stråkkvartett, P VIII:15)

#### Verk med tvivelaktig äkthet
- P XVIII:G1 - Allegro för piano 4 händer i G-dur

### Mässor
- P XIX:1 - Mässa opus 108 i C-dur
- P XIX:2 - Mässa i d-moll
- P XIX:3 - Mässa i C-dur
- P XIX:4 - Mässa i C-dur

#### Verk med tvivelaktig äkthet
Flertalet av verken är troligen eller med säkerhet komponerade av August Krommer
- P XIX:C:1-16 - 16 mässor i C-dur
- P XIX:c:17 - Mässa i c-moll
- P XIX:c:18 - Requiem i c-moll
- P XIX:D:1-9 - 9 mässor i D-dur
- P XIX:Es:1-3 - 3 mässor i Ess-dur
- P XIX:Es:4-5 - 2 requiem i Ess-dur
- P XIX:E:1 - Mässa i E-dur
- P XIX:G:1 - Mässa i G-dur
- P XIX:A:1 - Mässa i A-dur
- P XIX:B:1-2 - 2 mässor i B♭-dur
- P XIX:B:3 - Requiem i B♭-dur

### Övrig kyrkomusik
- P XX:1 - Pange lingua i D-dur
- P XX:2 - Pange lingua i Ess-dur
- P XX:3 - Pange lingua i B♭-dur
- P XX:4 - Offerimus tibi i D-dur

#### Verk med tvivelaktig äkthet
Flertalet av verken är troligen eller med säkerhet komponerade av August Krommer
- P XX:C:1-3 - 3 litanior
- P XX:C:4 - Vidi aquam
- P XX:C:5 - Sol vibrat splendorem
- P XX:C:6 - Jubilate
- P XX:C:7 - Jubilate Deo
- P XX:C:8 - Pleno choro jubilemus
- P XX:C:9-11 - 3 Pange lingua
- P XX:C:12 - Regina caeli
- P XX:D:1 - Kyrie och Gloria
- P XX:D:2 - Regina caeli
- P XX:D:3 - Benedictus Dominus
- P XX:D:4 - Venite gentes
- P XX:D:5 - Domine in tua misericordia
- P XX:D:6-7 - 2 Pange lingua
- P XX:D:8 - Buď slavně uctěný
- P XX:Es:1 - Eja devota
- P XX:Es:2 - Dignare Domino
- P XX:Es:3 - Offertorium
- P XX:E:1 - Pange lingua
- P XX:F:1 - Offertorium
- P XX:F:2 - Fecit potentiam
- P XX:G:1 - Litania
- P XX:G:2 - Domine hysopo
- P XX:G:3 - Praeparat corda
- P XX:G:4 - Domine in tua misericordia
- P XX:G:5 - Pangue lingua
- P XX:G:6 - Regina caeli
- P XX:A:1 - Salve decus praesulum
- P XX:B:1 - O sol salutis
- P XX:B:2 - Offertorium
- P XX:B:3 - Offertorium
- P XX:B:4 - Regina caeli